# Sørvágur
Sørvágur (IPA: [ˈsœrvɔavʊr], danska: Sørvåg) är ett samhälle på ön Vágar i västra Färöarna belägen längst in i viken Sørvágsfjørður vid västkusten på ön. Sørvágur är den största byn och även huvudbyn i kommunen Sørvágurs kommun. Vid folkräkningen 2015 hade samhället 1 005 invånare.

## Namnet
Namnet Sørvágur översätts till Sørviken. Betydelsen av namnets första halva är oklar medan andra halvan anger läget vid en vik. Legenden säger att den första mannen som besökte denna plats hette Sørli och att byn fick sitt namn som en hedersbetygelse till honom. En annan förklaring till Sør är att det kommer från fornvästnordiskans Seyr som betyder sand. Sørvágur har en jämförelsevis stor sandstrand och därför har det spekulerats att det ursprungliga namnet var Seyrvágur. Under första halvan av 1900-talet försökte folket i byn "återgå" till att kalla byn för Seyrvágur. Den trenden dog senare ut igen. Det kan bero på att det inte finns historiskt stöd för att byn hetat Seyrvágur tidigare. Färöiska böjer ortnamn och orten heter på färöiska Sørvági i objektform och efter prepositioner, och Sørvágs i genitiv.

## Historia

### Första tiden
Sørvágur är en av de äldsta byarna på Färöarna. Först år 1957 bestämde de lokala invånarna att bygga en ny skola och under förberedelserna för att bygga gymnastiksalen för skolan grävde de upp en gammal vikingabosättning. Sørvágur tillsammans med Leirvík, Tjørnuvík och Sandur är ett av de få ställen på Färöarna där arkeologer har funnit betydande bevis för att stället byggdes redan 100-500 år efter Färöiska Landnám år 825.

### Senare tiden
Mellan åren 1200 och 1400 flyttades byn från sina första bosättningar mot vattendraget Hanusará och längre söderut mellan vattendragen Stórá och Kirkjuá. Historiska handlingar från 1600-talet visar att originalbosättningen vid Hanusará hade getts upp och byn flyttades bestämt till en ny plats mellan de två huvudvattendragen i Sørvág.
Den första skriften som hänvisar till Sørvág är från 1584. Skriften visar att det egentligen bara var tre små gårdar i Sørvág vid den tiden. Detta stämmer väldigt väl överens med det faktum att landet som tillhörde Sørvág är delat i tre delar: Suðurtriðingur, Norðurtriðingur och Úttriðingur.
Från 1400-talet till sena 1600-talet ägde den norska adelssläkten Benkenstock allt land i Sørvág. Runt 1665 köpte en dansk, Severin Fohrman, allt land från Benkenstock och började genast sälja tillbaka det till lokalbefolkningen. Detta betydde att nästan all mark i Sørvág är i privat ägo (óðalsjørð) istället för att tillhöra kungen (kongsjørð).

### 1800-talet
Med ledning av jordeböckerna (jarðarbøkur) antas det att invånarantalet i Sørvág under 1600-talet var runt femtio stycken. Vid den första folkräkningen i Färöarna år 1801 hade Sørvágs befolkning ökat till 86 personer. Året 1855 hade Sørvág 163 invånare. Anledningen till den tröga processen är det att under den tiden fanns speciella lagar för vigslar. Lagen sade att du om du skulle gifta dig måste äga mark eller ha bevisat att du var en noggrann tjänare till någon som ägde mark. Det var alltså endast de rika bönderna som hade en betydande mängd av marken, och därför var barnafödseln på Färöarna mycket låg tills lagen avskrevs.
Under den feodala perioden var det endast stora och betydande bönder som hade en fiskebåt. Den första personen i landet som inte hade någon mark, men skaffade sig en fiskebåt kom från Sørvág. Hans namn var Gamli Dávur.
Under Slupperioden hade Sørvágur väldigt många slupar. Kyrkan i Sørvágur är från 1886.

### Andra världskriget
Under det andra världskriget var Sørvágur hem för brittiska kungliga ingenjörer som levde i Uppi á Mýrum. De byggde all infrastruktur i Sørvágur inklusive Vágar flygplats, hamnen samt huvudvägen Niðaraveg till denna och ett flertal broar. För att utföra detta blev lokalbefolkningen tvungna att flytta hela hus och andra ägodelar till andra platser i området.

### Nutid
Den första fiskfabriken på Färöarna byggdes i Sørvágur år 1952.
Den lokala befolkningen från Sørvágur var en del av den styrka av fiskare som åkte till Grönland för att fiska. Färöiska fiskare var viktiga för att lära befolkningen på Grönland att fiska på djupt vatten.
År 1963 började flygplatsen användas för civila passagerarplan. Det skapade nya arbetstillfällen.

## Befolkningsutveckling
| Befolkningsutvecklingen i Sørvágur 1985–2020 | Befolkningsutvecklingen i Sørvágur 1985–2020 | Befolkningsutvecklingen i Sørvágur 1985–2020 | Befolkningsutvecklingen i Sørvágur 1985–2020 | Befolkningsutvecklingen i Sørvágur 1985–2020 |
| -------------------------------------------- | -------------------------------------------- | -------------------------------------------- | -------------------------------------------- | -------------------------------------------- |
|                                              |                                              |                                              |                                              |                                              |
| År                                           |                                              |                                              | Folkmängd                                    |                                              |
| 1985                                         | 1985                                         |                                              | 973                                          |                                              |
| 1990                                         | 1990                                         |                                              | 1 001                                        |                                              |
| 1995                                         | 1995                                         |                                              | 885                                          |                                              |
| 2000                                         | 2000                                         |                                              | 905                                          |                                              |
| 2005                                         | 2005                                         |                                              | 960                                          |                                              |
| 2010                                         | 2010                                         |                                              | 1 016                                        |                                              |
| 2015                                         | 2015                                         |                                              | 1 005                                        |                                              |
| 2020                                         | 2020                                         |                                              | 1 136                                        |                                              |
|                                              |                                              |                                              |                                              |                                              |

## Geografi
| Distrikt - úti á Bakka - úti á Lið - úti á Toft - í Bygdini - á Kelduni - á Fossi - úti á Stongum - uppi á Kvíggj - uppi á Mýrum | Vattendrag - Breiðá - Tunguliðsá - Hanusará - Kirkjuá - Stórá - Skipá | Berg - Vørðufelli - Líðarnøva - Skeiðin - Nónfjall - Høgafjall - Bolafløttur | Dalar - Húsadalur - Kjóvadalur | Turistattraktioner - Middagsvarði - Vesturvarði - Norðurvarði - Seyðagarðar - Selvík |

## Utbildning
Första skolan i Sørvágur byggdes 1887. Byggnaden står fortfarande kvar på samma plats och kallas i folkmun för Gamla skolan, men här bedrivs ingen undervisning idag. Fram till 1880 undervisades dock de flesta i sina hem av föräldrarna eller lärare tills den allmänna skolan öppnade samma år. Skolans första lärare var Johan Elias Joensen som var distriktslärare i Sørvágur, Bøur och Gásadalur. Joensen undervisade under två veckor i Sørvágur och en vecka var i Bøur och Gásadalur. Joensen undervisade fram tills Hans Marius Jacobsen anställs den första mars 1902. Jacobsen är lärare till 1916 då Daniel Danielsen anställs den 1 maj samma år. Danielsen blir den första läraren som endast jobbar på skolan i Sørvágur. Under denna tid gick 50 elever på skolan. Det var först den 1 april 1921 som skolan hade två lärare anställda. Den nya läraren Edvard Olsen arbetade fram till den 1 augusti 1926 då Jákup av Skarði tog över. Den tredje läraren, Tóri Skaalum, anställdes första september 1956. Tóri fick hålla sin undervisning vid elverket i staden, där dagens kommunråd håller till idag. Skolåret 1957/58 gick 152 elever i skolan.
Den nya skolan började byggas den 11 november 1957 och i mars 1961 var inflyttningen klar och undervisningen kunde påbörjas. Denna nya skola hade nu tillhörande idrottshall som färdigställdes och användes från 1959. Intill skolan fanns också tandläkarmottagning och smidstuga. Den första tandläkaren att ha mottagning i byggnaden anställdes 1 september 1959.
Simhallen i Sørvágur invigdes i oktober 1974. Kommunordföranden Winther Lauritsen simmade då 162 meter (54 lång bassäng, tre längder) som invigningsceremoni. Skolorna i Miðvágur och Sandavágur använder också denna simbassäng.
Den tredje, och nuvarande, skolan invigdes den 11 november 1989, precis 32 år efter invigningen av den äldre "nya skolan". Skolan är 1 700 kvadratmeter stor och huserar nu också trä- och järnslöjdssalar, skolkök och ett stort bibliotek. Till skolan byggdes också en ny idrottshall, med en golvyta på 396 kvadratmeter (18x22 meter).

## Industri
En stor arbetsgivare är Färöarnas flygplats som ligger 2 kilometer från centrala Sørvágur. Flygplan passerar på låg höjd rakt över samhället.

### Fiske
Sørvágur har alltid varit ett ställe där fisket har varit dominerande. I gamla tider sades det att det enda viktiga för att överleva i Sørvágur var att äga ett fiskespö och en gryta att koka fisken i. Fiskeindustrin spelar en viktig roll i industrimiljön än idag. Idag finns det en modern fiskefabrik som främst producerar salt fisk; en fiskfarm som föder upp lax, en fiskemarknad, en huvudfiskfabriksbåt som producerar fisk direkt till den brittiska marknaden, sex mindre trålare och mer än femtio fiskebåtar.

## Affärer, banker och övrigt
Efter att det kungliga monopolet för handelsvaror över Färöarna upphörde år 1856 kunde alla handla med varandra helt fritt. Detta ledde till att en massa kolonialvaruaffärer öppnade överallt. I Sørvágur öppnades många kolonialvaruaffärer och ett av de främsta företagen över hela Färöarna, Niclasen, startades just i denna by. Under omvandlingen av det färöiska samhället från ett feodalt till ett halv-industrisamhälle spelade dessa företag en stor roll i att erbjuda arbete till de vanliga människorna. Den största kolonialvaruaffären i Sørvágur, Norði Stovu handilin startades ursprungligen av Niclasenkoncernen. Den andra kolonialvaruaffären - Løðuhandilin - startades av rivalen Rasmussen. Dessa är de enda två kolonialvaruaffärerna som återstår i Sørvágur idag (2005). Norði Stovu handilin är idag mer känt under namnet Hjá Valdemar och numera finns där även ett bageri.
Vid namnen i byn finns idag en järnaffär - Hjá Niclasen som även den tidigare var en del av Niclasenkoncernen. I närheten av hamnen finns även en Statoil-bensinstation som ägs av Niclasen. I bensinstationen finns även en kiosk och gatukök. Det finns en butik för barnkläder, kosmetika och damunderkläder kallad Hjá Sannu, två souveniraffärer; Gávubúðin Prýði som ligger vid flygplatsen och Gávubúðin Kurvin i samhället. Det finns även optiker 
Sørvágs ursmiða och skoaffären Sørvágs skósøla. Vid flygplatsen finns Cafe 62°N, som är ett café/grillrestaurang. 
I Sørvágur finns två banker; Føroya Sparikassi och Føroya Banki. Det finns två bankomater i Søvági, en vid flygplatsen och en i Føroya Sparkassi.
Dessutom finns postkontor, smedja, förskola och mycket mer.

## Turism och museum
I närheten av flygplatsen ligger ett modernt trestjärnigt hotell - Hotel Vágar. Under sommaren kan turister göra utflykter med båtar från Sørvágur. Turisterna kan även göra utflykter med båtar till Färöarnas största sjö Sørvágsvatn som ligger på samma ö. Det finns även ett litet konstgalleri i Sørvágur.
I Sørvágur finns även ett museum som kallas Sørvágs Bygdasavn. På museet finns utställningar med bland annat gamla fiskeredskap och liknande föremål.

## Sport

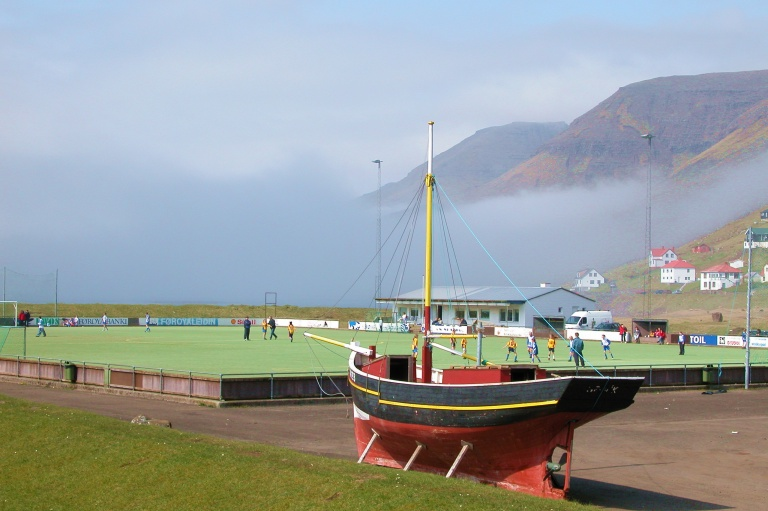
Fotbollsplanen i byn för hemmalaget SÍ

Sørvágur har ett eget fotbollslag och ett eget volleybollag i klubben SÍ. Förutom de sporterna finns även ett roddsällskap, Sørvágs Róðrarfelag. Det fanns en lokal schackklubb kallad Rókur som dock lades ner 1960.

## Religion
Religionen spelar en viktig roll i vardagslivet för befolkningen i Sørvágur. Det finns två huvudbyggnader för olika religiösa riktningar: Libanonhusen för den  protestantiska Heimamissiónin och Kedronhusen för den baptistiska Brøðrasamkoman.